# Erdei Ferenc-szobor (Hadik Magda)

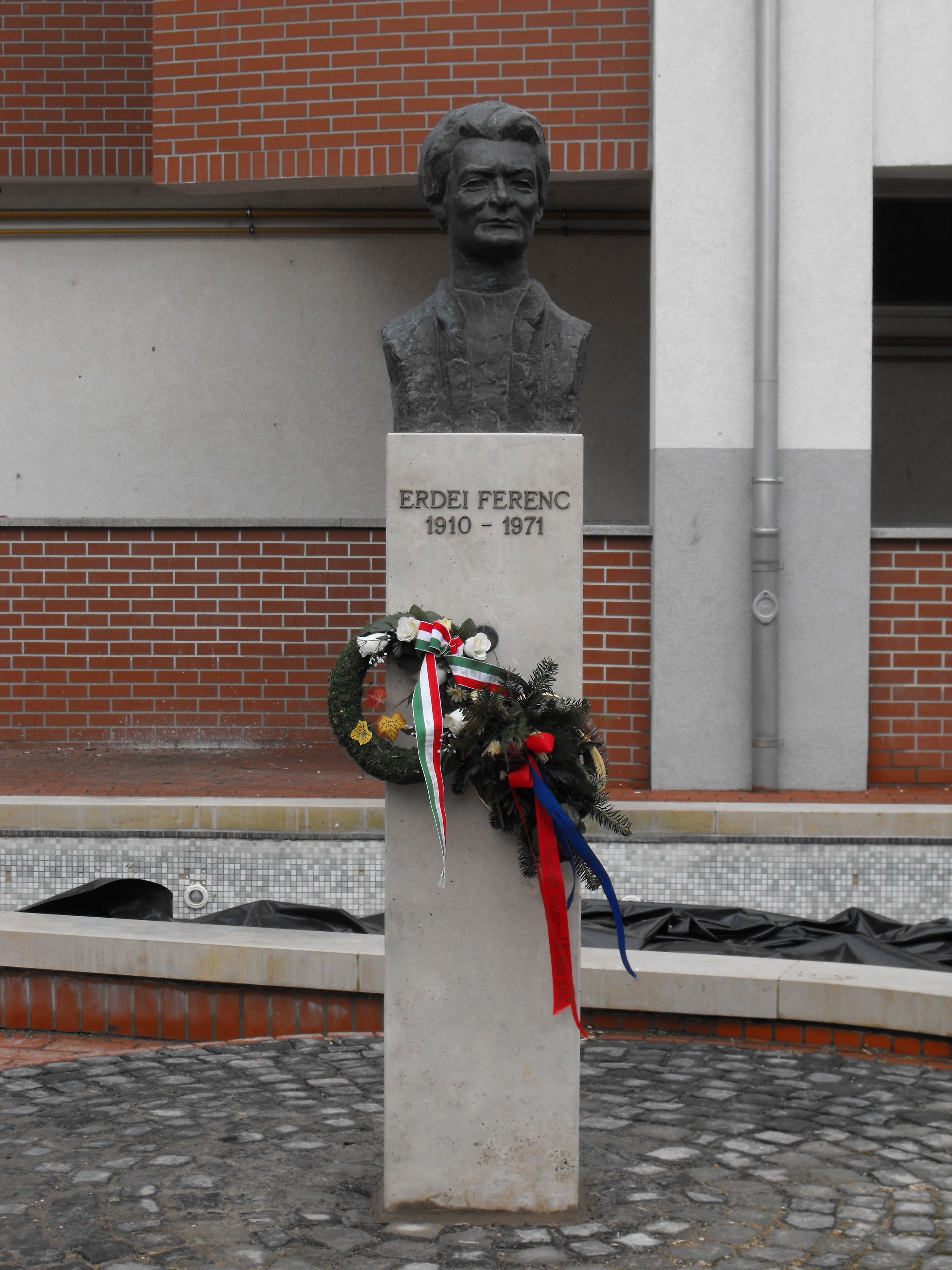
A szobor 2010 decemberében

Erdei Ferenc bronz mellszobra Makón, a Posta utcán található, Hadik Magda alkotása.
A gyermekkorát és fiatalságát Makón töltő szobrászművésznő 1971-ben, közvetlenül Erdei Ferenc halála után készítette el a makói szociográfus, író és politikus szobrát, és ajándékozta azt a városnak. Az alkotást az akkori Hagymaházban helyezték el. 1988-ban az Erdei Ferenc Kereskedelmi és Közgazdasági Szakközépiskola külső udvarába került. 1998-ban onnan el kellett távolítani, mert az iskola kaput nyitott a Posta utcára, és a szobor útban volt - áthelyezték hát a belső udvarba. 2004-ben megkezdődött a Pulitzer József Kollégium felújítása, és az iskola új tornatermének építése, emiatt a szobrot ismét elmozdították, a sportpálya mellett kapott új helyet. 2007-ben új zsibongót építettek, és a mellszobor sokadszorra is vándorlásra kényszerült, ideiglenesen egy kőfaragó-szobrász műterembe került; a tervek szerint a majdan elkészülő új épületrészbe kellett volna visszahelyezni azt. A közben jobboldali többségűvé váló Csongrád megyei közgyűlés a szakközépiskola fenntartójaként azonban ezt meghiúsította, az általa kinevezett új igazgató a szakmai lektorátus és az önkormányzat közös szoborszemléjén - a lehetséges helyszíneket véleményezték, ahol ismét felállítható lenne az alkotás - sem vett részt. A Képző- és Iparművészeti Lektorátus végül a Pulitzer kollégium előtti szökőkútnál lévő, díszkővel burkolt kör alakú tér mellett döntött. A makói képviselő-testület 2010 novemberében tárgyalta a szobor ügyét; a polgármesteri többség (MSZP, Polgári Szövetség Makóért) a szobor köztérre helyezése mellett állt ki, míg az ellenzék (Fidesz-KDNP) Erdei életútjához ambivalensen viszonyult, és felvetette, hogy helyezzék el azt a Hagymaház aulájában. A testület végül 7 igen szavazattal 5 tartózkodás mellett támogatta, hogy a Posta utcára, a kollégium elé helyezzék ki a süttői mészkőtalapzaton álló mellszobrot. Az újbóli felavatásra 2010. december 17-én került sor; az eseményen Varga Gyula professzor, az Erdei Ferenc Társaság elnöke és Buzás Péter, a város polgármestere mondott beszédet.